# Minú Köchermann
Minú Köchermann (* Anfang des 21. Jahrhunderts) ist eine deutsche Schauspielerin.

## Leben
Erstmals wirkte Köchermann 2016 in der 168. Folge (12. Episode der 13. Staffel) der Kinderserie Die Pfefferkörner mit. 
Ihren nächsten Fernsehauftritt hatte Köchermann 2020 in der 1131. Episode der Fernsehserie Tatort, wo sie in der Folge Borowski und der Fluch der weißen Möwe mitwirkte.
2021 gehörte sie zur Crew der Miniserie Liberame – Nach dem Sturm, wo sie unter ihrem vollen Namen Minú-Schirin Köchermann gelistet ist.
Ihre bisher letzten Filmrolle hatte Minú Köchermann 2022 in dem Spielfilm Rheingold.

## Filmografie
- 2016: Die Pfefferkörner: Gewissensfragen
- 2020: Tatort: Borowski und der Fluch der weißen Möwe
- 2021: Liberame – Nach dem Sturm
- 2022: Rheingold